# Сассекс (округ, Вірджинія)
Шаблон:StateAbbr_ 36°56′ пн. ш. 77°16′ зх. д. / 36.93° пн. ш. 77.26° зх. д.
Округ  Сассекс (англ. Sussex County) — округ (графство) у штаті  Вірджинія, США. Ідентифікатор округу 51183.

## Історія
Округ утворений 1754 року.

## Демографія
За даними перепису 2000 року загальне населення округу становило 12504 осіб, усе сільське. Серед мешканців округу чоловіків було 7185, а жінок — 5319. В окрузі було 4126 домогосподарств, 2808 родин, які мешкали в 4653 будинках. Середній розмір родини становив 2,94.
Віковий розподіл населення поданий у таблиці:
| Стать    | До 15 років | 15-21 | 22-29 | 30-39 | 40-49 | 50-65 | 65-85 | Понад 85 |
| -------- | ----------- | ----- | ----- | ----- | ----- | ----- | ----- | -------- |
| Чоловіки | 1048        | 587   | 1208  | 1424  | 1233  | 1016  | 618   | 51       |
| Жінки    | 972         | 403   | 408   | 750   | 822   | 958   | 846   | 160      |

## Суміжні округи
- Принс-Джордж — північ
- Саррі — північний схід
- Саутгемптон — південний схід
- Грінсвілл — південний захід
- Динвідді — північний захід

## Виноски
1. ↑  U.S. Decennial Census. United States Census Bureau. Процитовано 5 січня 2014.
2. ↑  Historical Census Browser. University of Virginia Library. Архів оригіналу за 11 серпня 2012. Процитовано 5 січня 2014.
3. ↑  Population of Counties by Decennial Census: 1900 to 1990. United States Census Bureau. Процитовано 5 січня 2014.
4. ↑  Census 2000 PHC-T-4. Ranking Tables for Counties: 1990 and 2000 (PDF). United States Census Bureau. Процитовано 5 січня 2014.
5. ↑  State & County QuickFacts. United States Census Bureau. Архів оригіналу за 7 червня 2011. Процитовано 5 січня 2014. [Архівовано 2011-06-07 у Wayback Machine.](англ.) Наведено за англійською вікіпедією.
6. ↑  American FactFinder. Бюро перепису населення США. Архів оригіналу за 26 лютого 2012. Процитовано 31 січня 2008. [Архівовано 2008-05-21 у Wayback Machine.]

| США | Це незавершена стаття з географії США. Ви можете допомогти проєкту, виправивши або дописавши її. |